# Chiesa di San Giovanni Battista (Estella)
La chiesa di San Giovanni Battista, in spagnolo Iglesia de San Juan Bautista, è un luogo di culto cattolico a Estella nella comunità autonoma di Navarra sul Camino Francés, uno dei rami del Cammino di Santiago di Compostela. La chiesa, che ha dignità parrocchiale, risale al XII secolo.

## Storia

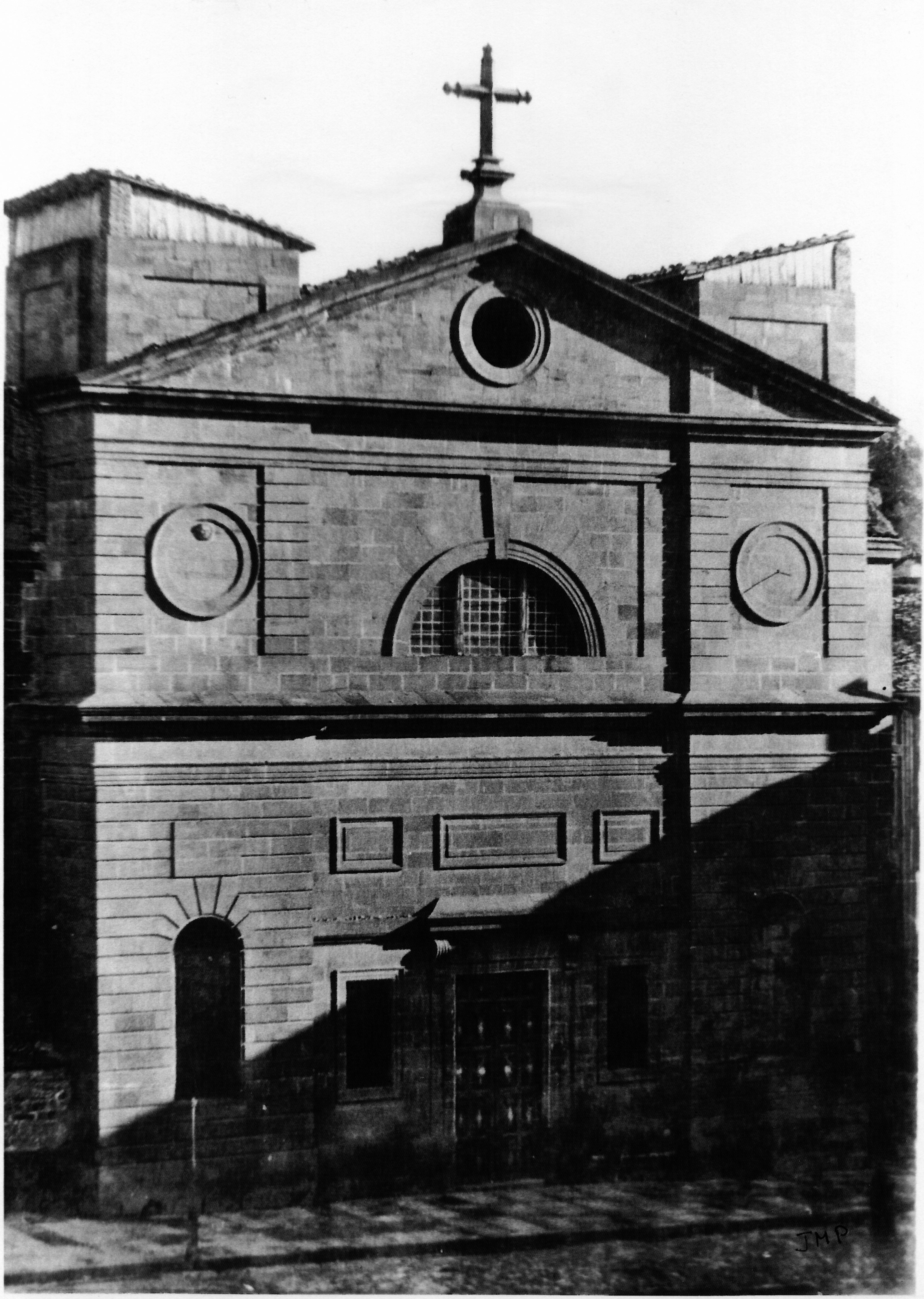
Immagine storica della chiesa all'inizio del XX secolo quando le due torri campanarie non erano ancora state costruite

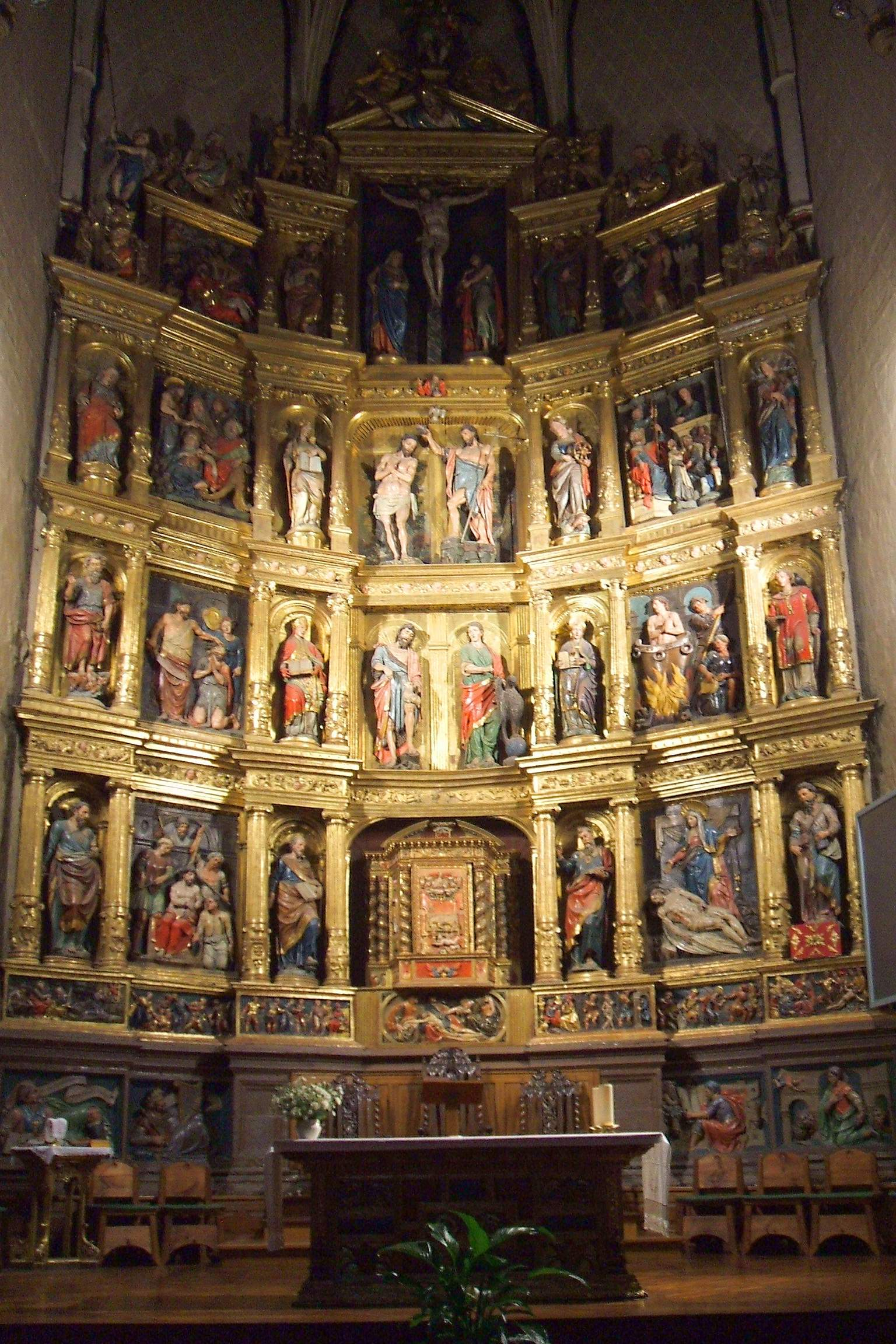
Altare maggiore della chiesa con grande retablo realizzato da Pierre Picart nel 1562

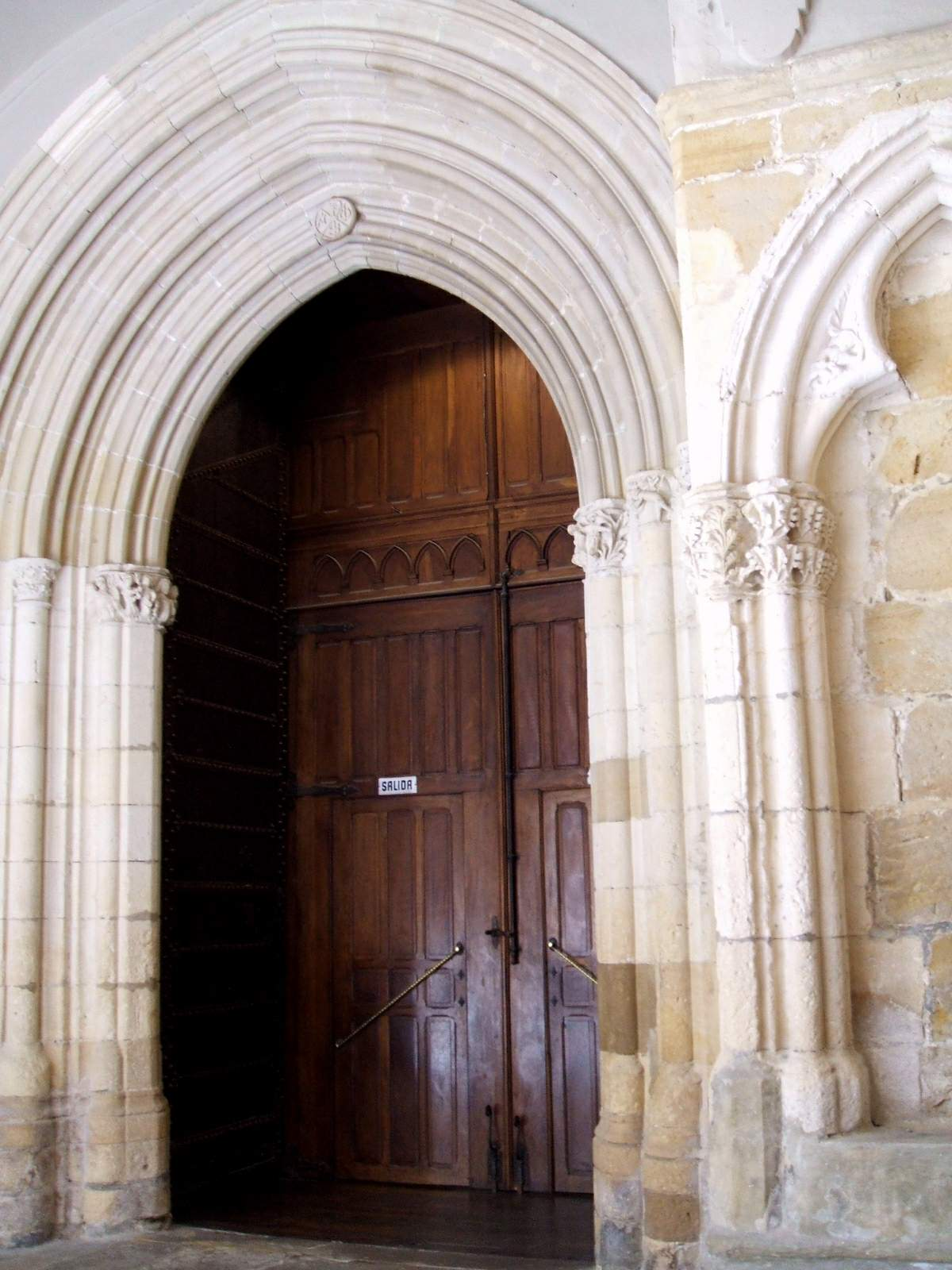
Portale settentrionale

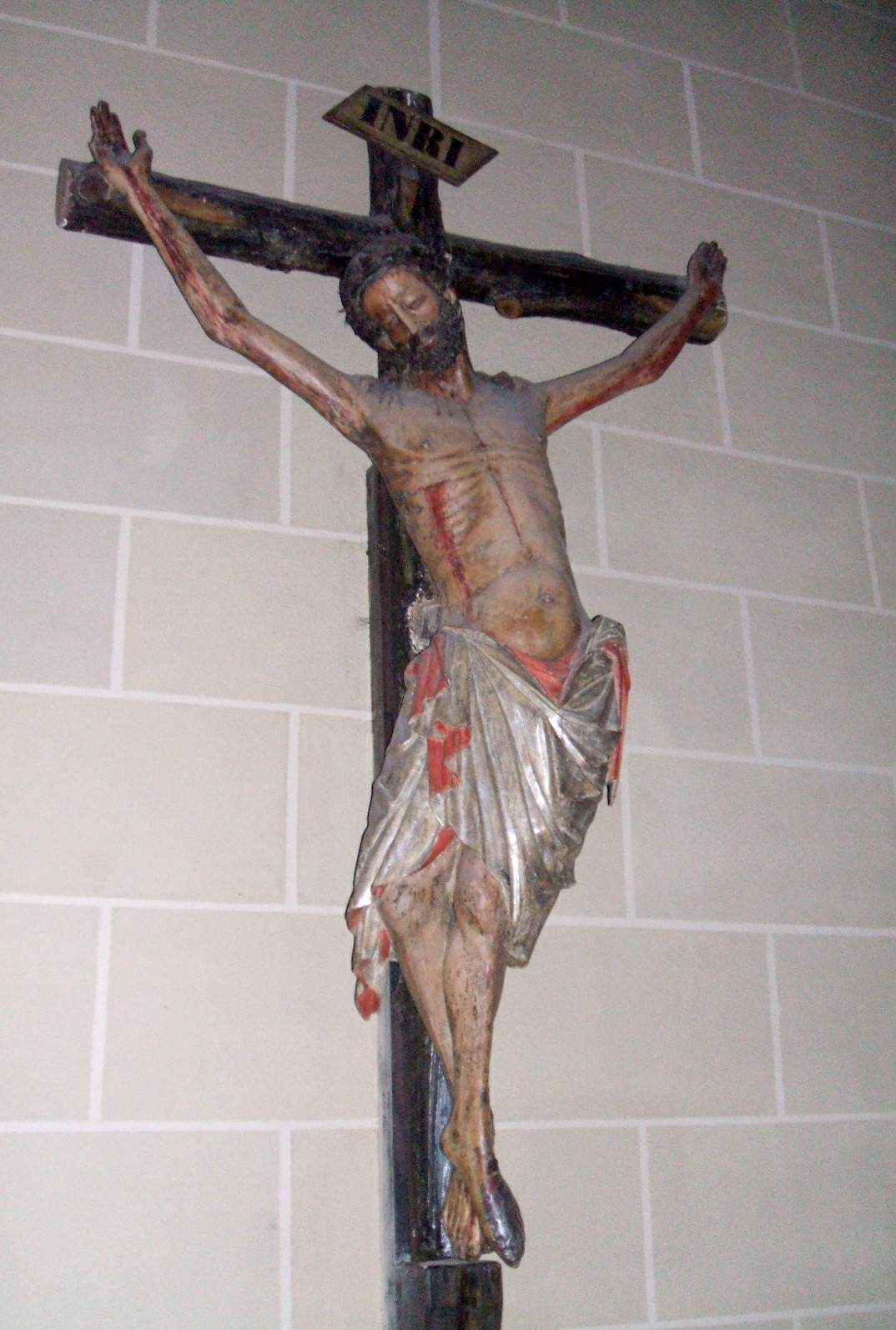
Crocifisso gotico

La chiesa è stata edificata in epoca medievale durante il periodo romanico nel XII secolo. Fu oggetto di importanti interventi di ristrutturazione nel XIV secolo che ne modificarono le caratteristiche architettoniche e ancora nei secoli XVI e XVIII. Il campanile settecentesco crollò nel 1846 distruggendo nella sua caduta parte della facciata che venne riedificata nel XIX secolo e le sue due torri vennero completate nel secolo successivo.

## Descrizione

### Esterni
La facciata neoclassica è caratterizzata dal portale architravato affiancato da due finestre e sormontato in asse dalla grande finestra a lunetta che porta luce alla sala. Il prospetto si conclude col grande frontone e, in posizione leggermente arretrata, si innalzano le due torri campanarie gemelle ognuna con cella che si apre con quattro finestre a monofora. Il portale di maggiore interesse storico e artistico è quello posto a settentrione sulla facciata secondaria con un arco parzialmente acuto e strombato.

### Interni
La sala è ampia, formata da tre navate suddivise in quattro campate. La navata centrale è in stile neoclassico con volta a botte. La grande pala d'altare attribuita a Pierre Picart è stata realizzata nel 1562. Sulla destra dell'altare era conservata la statua raffigurante la Virgen de las Antorchas che venne trafugata negli anni settanta del XX secolo. Sulla sinistra della sala si conserva l'importante crocifisso gotico.